# 현대 제네시스 쿠페
현대 제네시스 쿠페(Hyundai Genesis Coupe)는 현대자동차의 스포츠카로, 대한민국산 승용차 최초의 후륜구동 방식의 쿠페이다. 차명인 제네시스 쿠페는 영어로 기원, 창세기라는 뜻의 제네시스와 자동차 외형의 한 종류인 쿠페를 결합한 것이다. 제네시스의 플랫폼을 기반으로 개발되어 기존의 투스카니와는 성격을 달리하는 상급 차종으로 출시되었다. 국산 처음이자 마지막이었던 후륜구동 2도어 쿠페 스포츠카이다.

## 1세대(BK)

### 제네시스 쿠페 (GENESIS COUPE) (2008년10월~2011년11월)

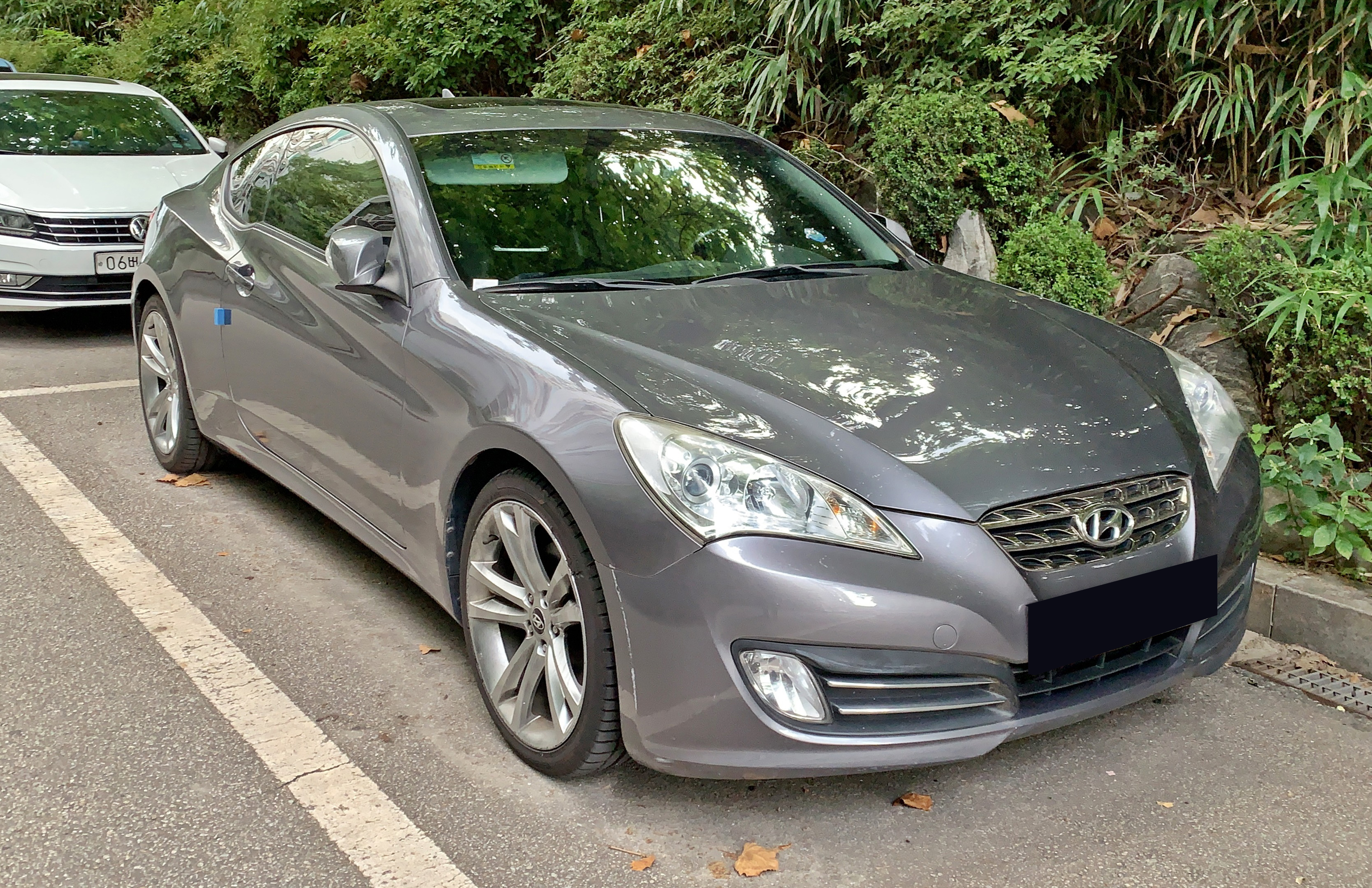
현대 제네시스 쿠페 정측면

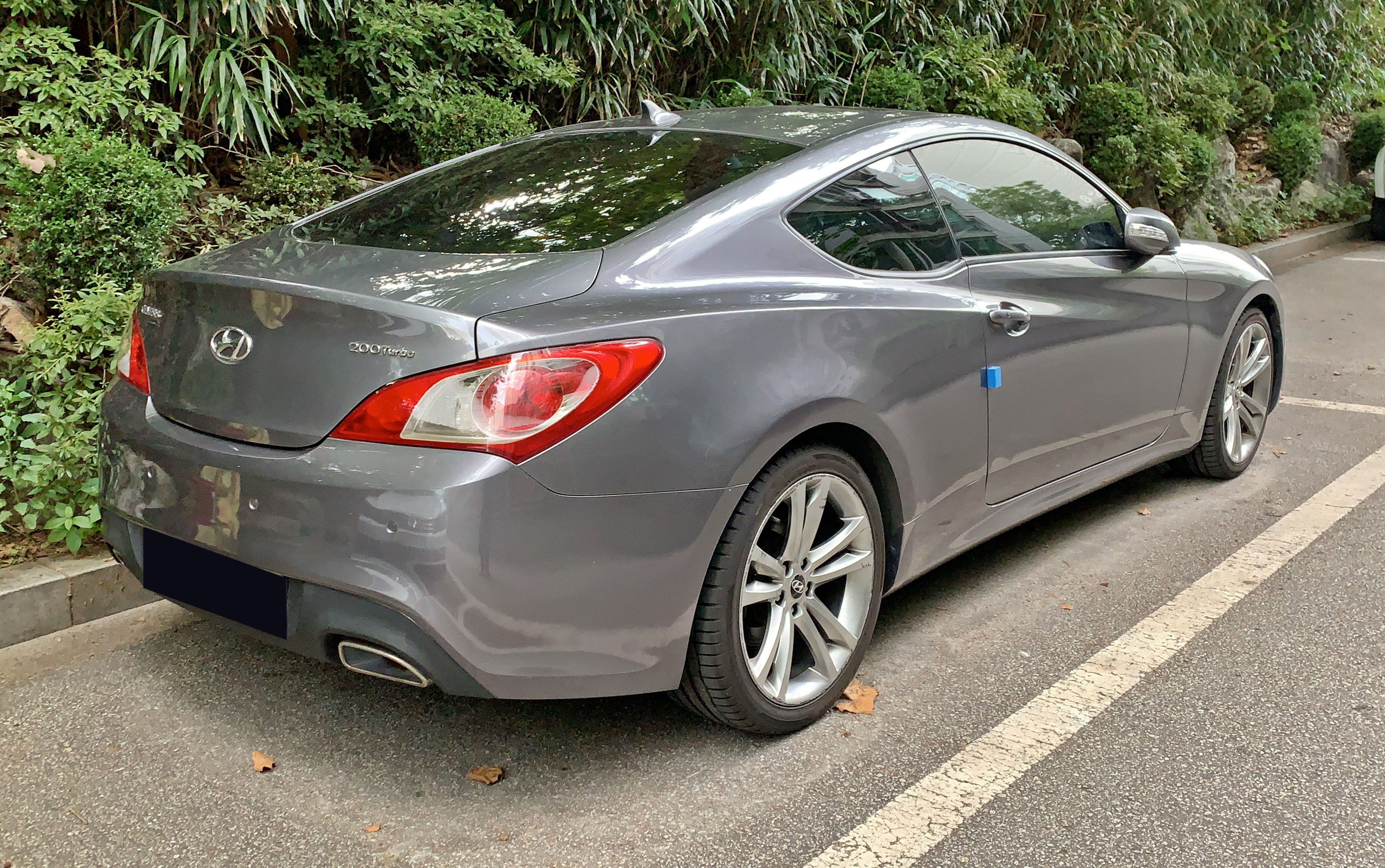
현대 제네시스 쿠페 후측면

2007년에 열린 LA 오토쇼에서 쇼 카로 처음 공개되었고, 2008년 4월에 열린 뉴욕 국제 오토쇼에서 양산형이 공개되었다. 대한민국에서는 2008년 5월에 열린 부산 국제 모터쇼에서 최초로 공개되었다. 당초에는 2008년 9월 22일에 출시하기로 예정되어 있었으나, 임단협 타결 지연에 따른 생산 차질로 인해서 2008년 10월 13일로 출시가 미뤄졌다. 2009년 5월 5일에는 인텔리전트 DMB 내비게이션과 리어 스포일러가 장착된 트림인 200 터보 RW와 380 GT-RW가 선보였고, 이 때부터 대한민국에서도 자동변속기 장착시 대한민국 외의 국가에서 판매하는 차량과 같이 패들 시프트가 장착되었다. 대한민국에서는 CJ 슈퍼 레이스와 DDGT 레이스에서 많이 사용되고 있고, 그 외의 국가에서는 RMR 팀의 리스 밀란이 파이크스 피크 힐클라임 레이스와 드리프트 레이스에서 사용하고 있다. 2009년 11월 5일에는 미국에서 제네시스의 4.6ℓ V8 타우 MPI 엔진을 뒤로 배치한 미드십 형태의 제네시스 쿠페 RM460이 선보였다. 일본에서는 닛산 실비아의 단종 이후로 씨가 말랐던 후륜구동 방식의 스포츠 쿠페의 자리를 대신하기 위해 일부 업체들에 의해 병행 수입되기도 한다.

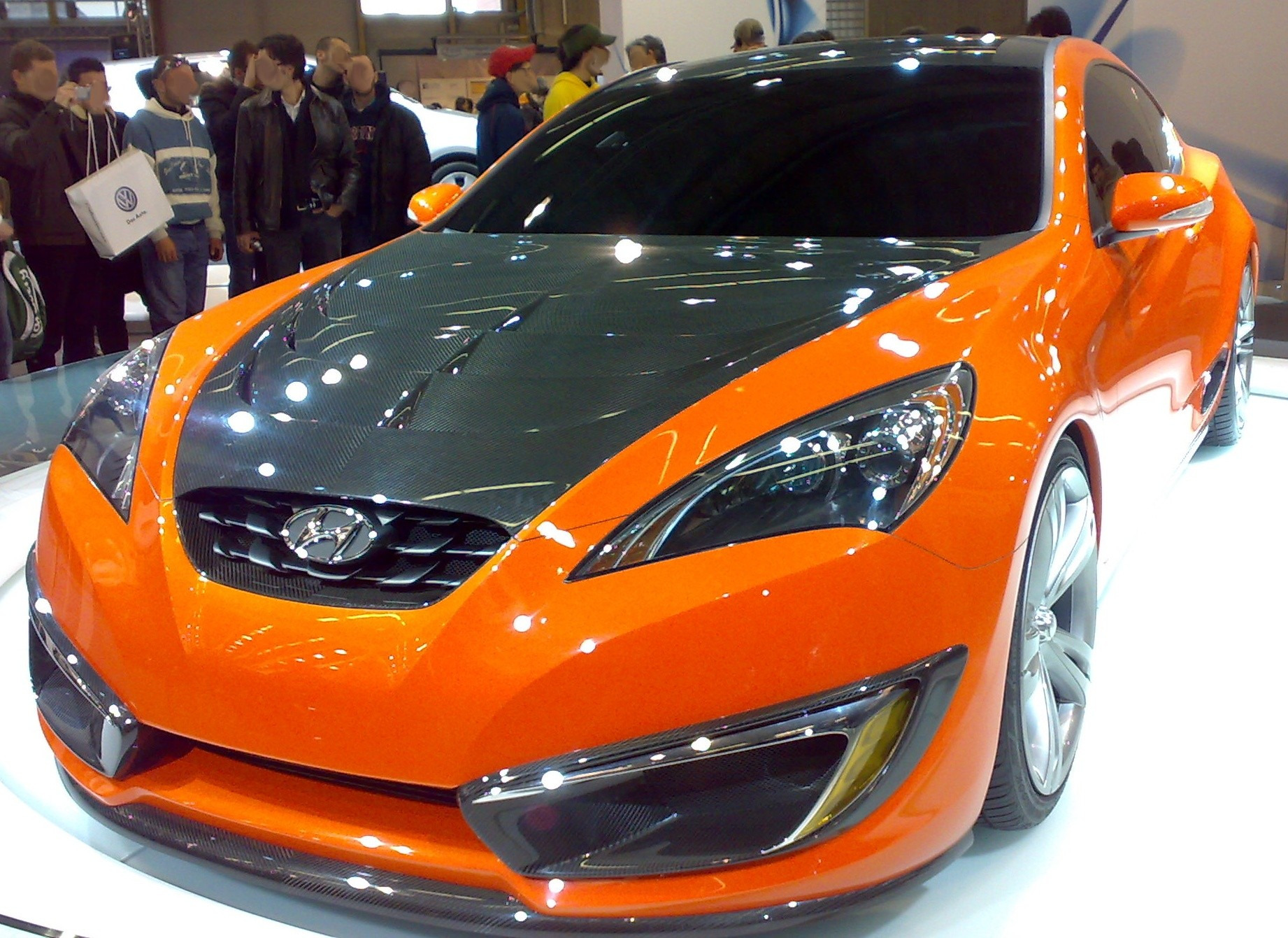
현대 제네시스 쿠페 쇼카 정측면
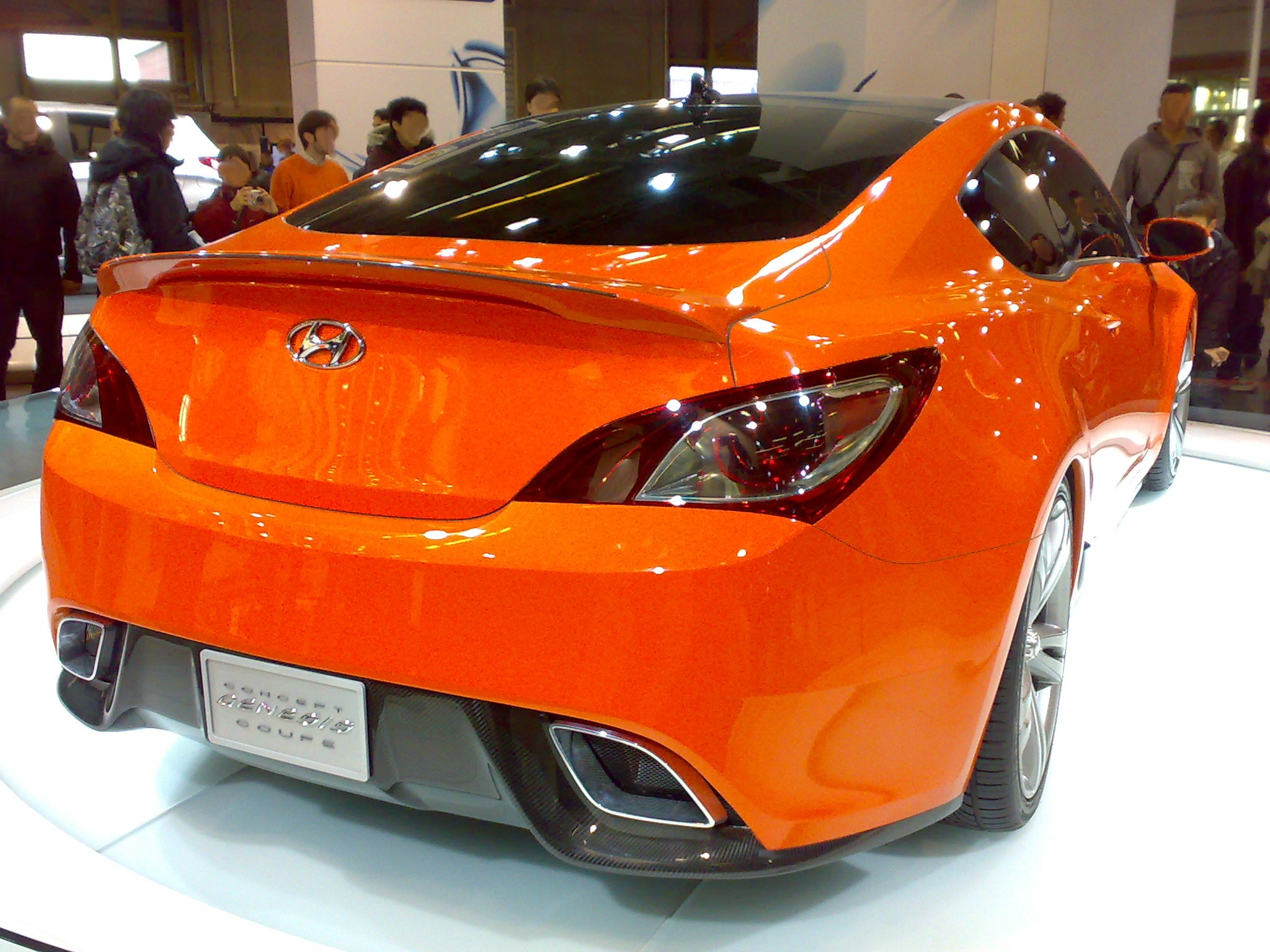
현대 제네시스 쿠페 쇼카 후측면

#### 제원
| 구분                 | 제네시스 쿠페 200 터보 2.0ℓ I4 세타 TCI | 제네시스 쿠페 380 GT 3.8ℓ V6 람다 MPI |
| -------------------- | --------------------------------------- | ------------------------------------- |
| 전장 (mm)            | 4,630                                   | 4,630                                 |
| 전폭 (mm)            | 1,865                                   | 1,865                                 |
| 전고 (mm)            | 1,385                                   | 1,385                                 |
| 축거 (mm)            | 2,820                                   | 2,820                                 |
| 윤거 (전, mm)        | 1,599(R19) 1,603(R18)                   | 1,599(R19)                            |
| 윤거 (후, mm)        | 1,615(R19) 1,619(R18)                   | 1,615(R19)                            |
| 승차 정원            | 4명                                     | 4명                                   |
| 변속기               | 수동 6단 자동 5단                       | 수동 6단 자동 6단                     |
| 서스펜션 (전/후)     | 맥퍼슨 스트럿/멀티 링크                 | 맥퍼슨 스트럿/멀티 링크               |
| 구동 형식            | 후륜 구동                               | 후륜 구동                             |
| 엔진 형식            | G4KF                                    | G6DA                                  |
| 연료                 | 가솔린                                  | 가솔린                                |
| 배기량 (cc)          | 1,998                                   | 3,778                                 |
| 최고 출력 (ps/rpm)   | 210/6,000                               | 303/6,300                             |
| 최대 토크 (kg*m/rpm) | 30.5/2,000                              | 36.8/4,700                            |
| 연료 탱크 용량 (ℓ)   | 65                                      | 65                                    |
| 요소수 탱크 용량 (ℓ) | -                                       | -                                     |
| 공차 중량 (kg)       | 1,505(수동 6단)/ 1,548(자동 5단)        | 1,560(수동 6단)/ 1,564(자동 6단)      |
| 연비 (km/ℓ)          | 11.0(수동 6단)/ 10.6(자동 5단)          | 10.0(수동 6단)/ 9.2(자동 6단)         |
| Co2 배출량 (g/km)    | 213(수동 6단)/ 220(자동 5단)            | 234(수동 6단)/ 254(자동 6단)          |

#### 라인업
| 구분 | 제네시스 쿠페 200 터보 2.0ℓ I4 세타 TCI                   | 제네시스 쿠페 380 GT 3.8ℓ V6 람다 MPI    |
| ---- | --------------------------------------------------------- | ---------------------------------------- |
|      | 200 터보 D 200 터보 P 200 터보 R 200 터보 RW(2009년 출시) | 380 GT-P 380 GT-R 380 GT-RW(2009년 출시) |

### 더 뉴 제네시스 쿠페(2011년11월~2016년5월)

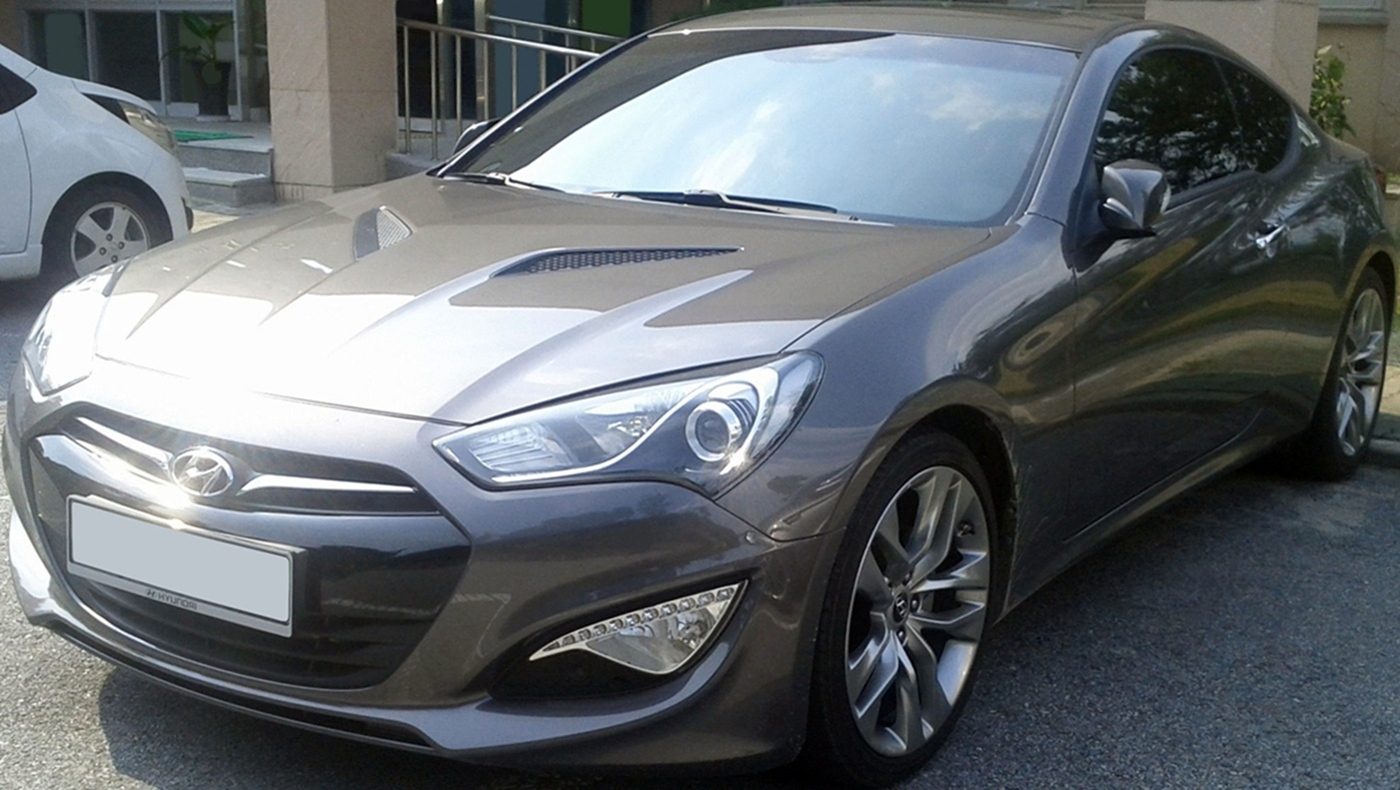
현대 더 뉴 제네시스 쿠페 정측면

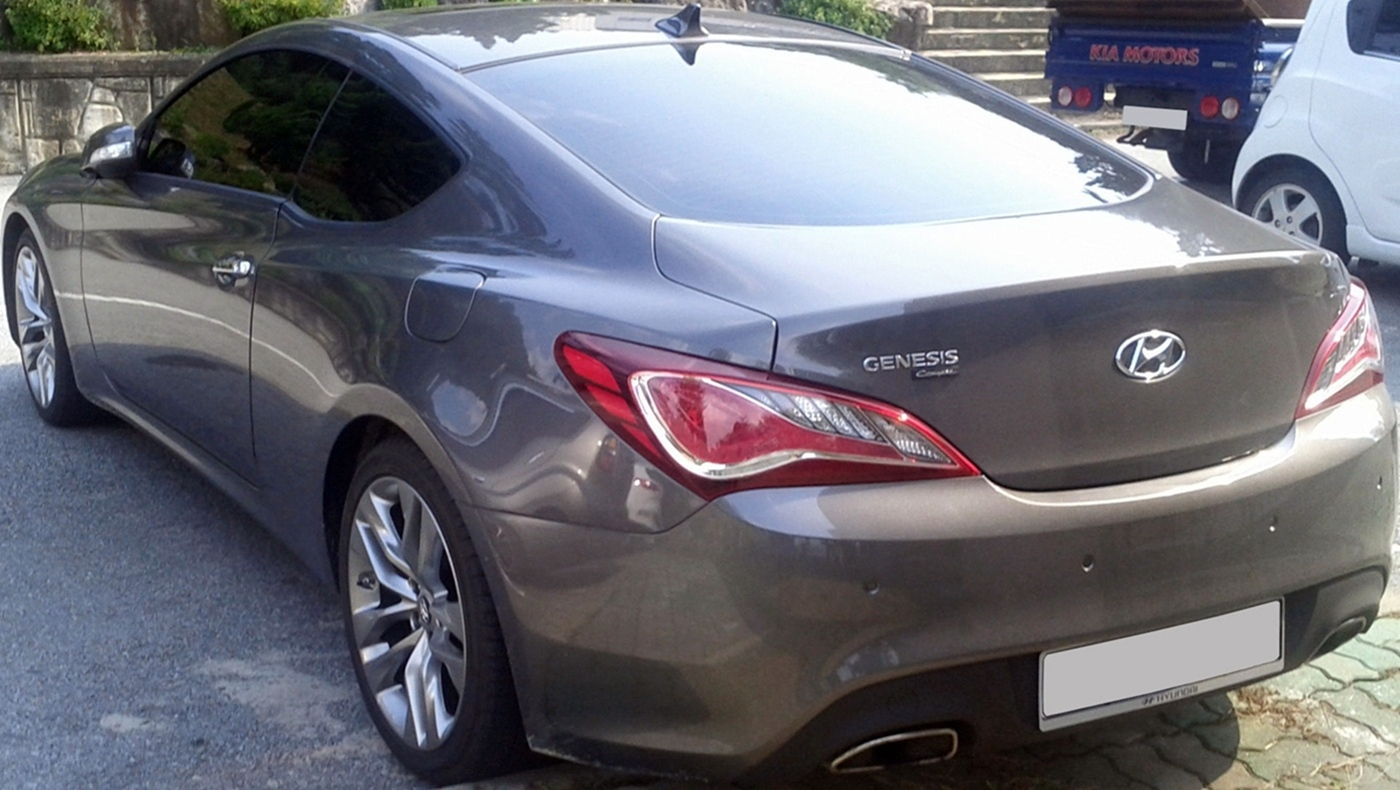
현대 더 뉴 제네시스 쿠페 후측면

2011년 11월 12일에 페이스 리프트를 거친 더 뉴 제네시스 쿠페가 출시되었다. 기존 2.0ℓ 세타 TCI 엔진은 트윈 스크롤이 새로 장착되어 출력이 높아졌다. 3.8ℓ V6 람다 MPI 엔진이 기존의 3.8ℓ V6 람다 GDI 엔진을 대체되고, 8단 자동변속기와 현대자동차의 패밀리 룩을 이루는 헥사고널 라디에이터 그릴 등이 적용되는 등의 변화를 가졌다. 차가 멈춘 상태에서 시속 100km까지 속도를 높이는 데 걸리는 시간인 제로백이 대한민국산 자동차 최초로 3.8ℓ V6 람다 GDI 엔진 기준 6초대의 벽을 깼다.1세대에 비해 출력이 크게 향상되어서 큰 호평을 받았다. 2013년 11월 18일에는 특정 음색을 증폭시키는 사운드 제너레이터, 차체 하부의 오염을 방지하는 언더 커버, 텔레매틱스 서비스인 블루 링크 등이 새로 적용된 2014년형이 선보였다. 이후 2016년 5월에 후속 차종 없이 단종되었다.

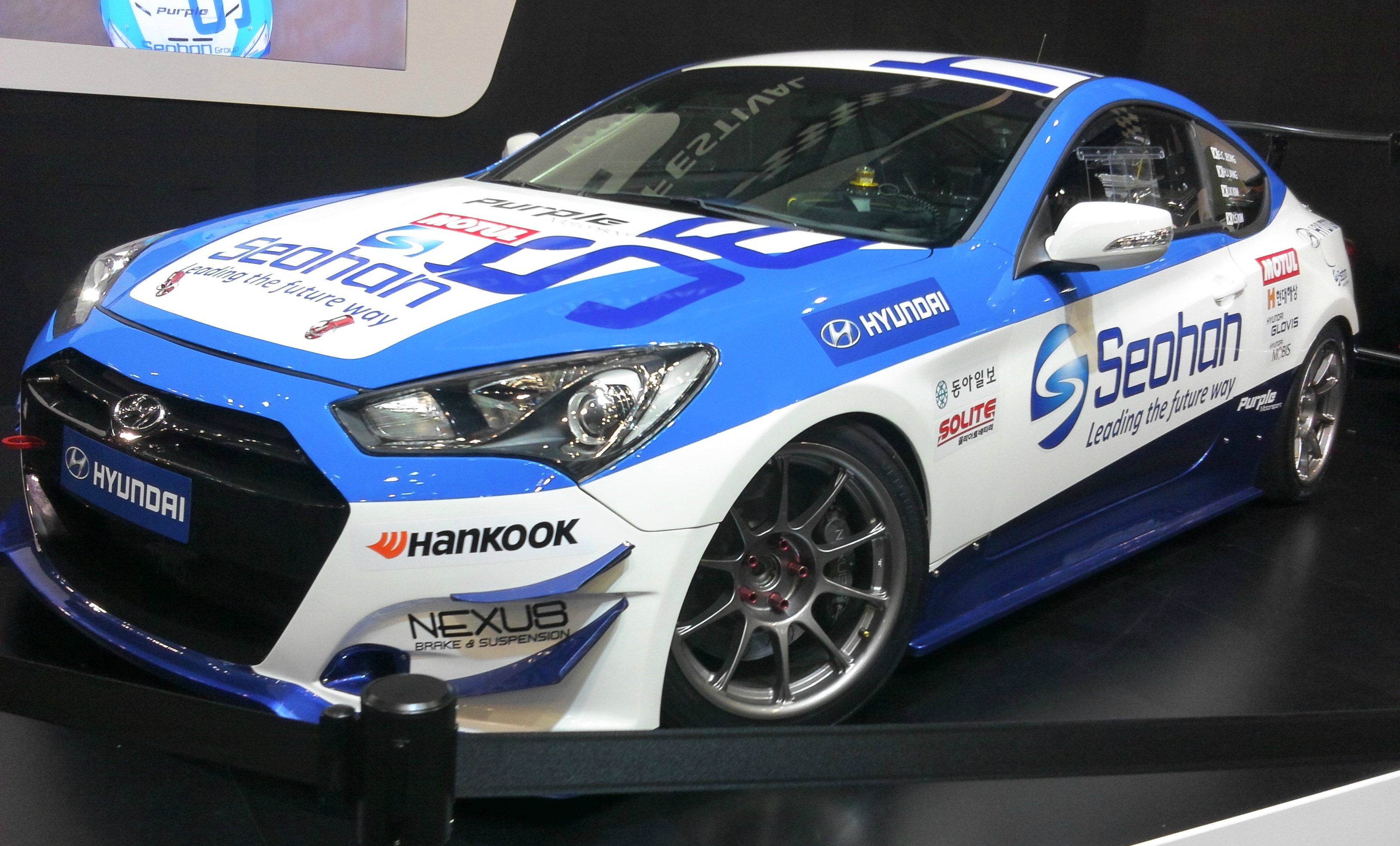
현대 더 뉴 제네시스 쿠페 레이싱 카 정측면
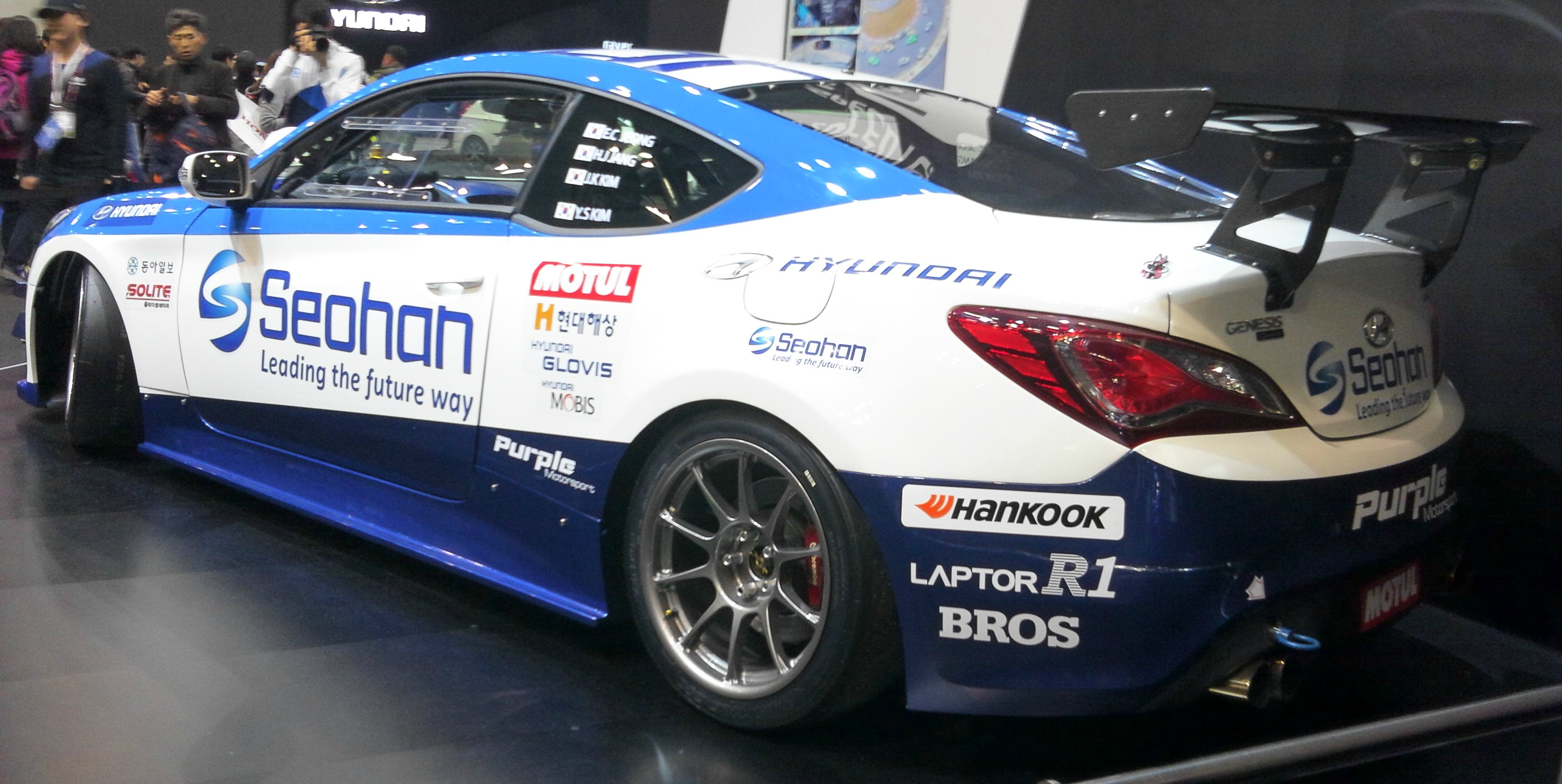
현대 더 뉴 제네시스 쿠페 레이싱 카 후측면

#### 제원
| 구분                 | 더 뉴 제네시스 쿠페 200 터보 2.0ℓ I4 세타 TCI                                                                              | 더 뉴 제네시스 쿠페 380 GT 3.8ℓ V6 람다 GDI                                                                              |
| -------------------- | --- | --- |
| 전장 (mm)            | 4,630 | 4,630 |
| 전폭 (mm)            | 1,865 | 1,865 |
| 전고 (mm)            | 1,385 | 1,385 |
| 축거 (mm)            | 2,820 | 2,820 |
| 윤거 (전, mm)        | 1,601(R19) 1,605(R18) | 1,601(R19) |
| 윤거 (후, mm)        | 1,621(R19) 1,625(R18) | 1,621(R19) |
| 승차 정원            | 4명 | 4명 |
| 변속기               | 수동 6단 자동 8단 | 수동 6단 자동 8단 |
| 서스펜션 (전/후)     | 맥퍼슨 스트럿/멀티 링크 | 맥퍼슨 스트럿/멀티 링크                                                                                                  |
| 구동 형식            | 후륜 구동 | 후륜 구동 |
| 엔진 형식            | G4KF | G6DJ |
| 연료                 | 가솔린 | 가솔린 |
| 배기량 (cc)          | 1,998 | 3,778 |
| 최고 출력 (ps/rpm)   | 260/6,000(일반유) 275/6,000(고급유)                                                                                        | 350/6,400(고급유) |
| 최대 토크 (kg*m/rpm) | 36.0/2,000~4,500(일반유) 38.0/2,000~4,500(고급유)                                                                          | 40.8/5,300(고급유) |
| 연료 탱크 용량 (ℓ)   | 65 | 65 |
| 요소수 탱크 용량 (ℓ) | - | - |
| 공차 중량 (kg)       | 1,525(수동 6단)/ 1,550(자동 8단)                                                                                           | 1,560(수동 6단)/ 1,580(자동 8단)                                                                                         |
| 연비 (km/ℓ)          | 11.0(수동 6단)/ 10.9(자동 8단) (이후 도심 8.6/고속 12.5/복합 10.0(수동 6단)/ 도심 8.3/고속 12.8/복합 9.9(자동 8단)로 변경) | 10.3(수동 6단)/ 9.6(자동 8단) (이후 도심 7.8/고속 11.0/복합 9.0(수동 6단)/ 도심 7.3/고속 11.1/복합 8.7(자동 8단)로 변경) |
| Co2 배출량 (g/km)    | 212(수동 6단)/ 216(자동 8단) (이후 177(수동 6단)/ 180(자동 8단)로 변경)                                                    | 227(수동 6단)/ 244(자동 8단) (이후 198(수동 6단)/ 207(자동 8단)로 변경)                                                  |

#### 라인업
| 구분 | 더 뉴 제네시스 쿠페 200 터보 2.0ℓ I4 세타 TCI | 더 뉴 제네시스 쿠페 380 GT 3.8ℓ V6 람다 GDI |
| ---- | --------------------------------------------- | ------------------------------------------- |
|      | 200 터보 D 200 터보 S                         | 380 GT-P(2013년 단종) 380 GT-R              |

## 역대 슬로건

### 1세대(BK)
- 인생은 짧다 (제네시스 쿠페)
- 또 하나의 제네시스 (제네시스 쿠페)
- 인생은 스피드하게

## 각종 미디어에서의 등장

### 만화에서의 등장
- 헬로 카봇 - 카봇 본

## 같이 보기
- 현대 제네시스